# Hiroshi Kanazawa
Hiroshi Kanazawa (金沢 比呂司 Kanazawa Hiroshi?) es un creador de anime, diseñador de personajes y animador japonés, quien trabajó frecuentemente para Studio Comet. junto con Noboru Ishiguro, Norio Yazawa, Tōru Komori y Kazunori Tanahashi, él fue miembro de la oficina de arte de Japón (o "JAB" en japonés), después de abandonar JAB, Kanazawa. Después de dejar JAB, Kanazawa trabajó para Tsuchida Production justo antes de trabajar en su actual cargo en Studio Comet.

## Trabajos[3][4]
- Ashita Tenki ni Naare (Diseñador de personajes, director general de animación)
- Captain Tsubasa J (Diseñador de personajes)
- Dokaben (Director de Animación)
- Dokonjōgaeru (Diseño original)
- Dragon Warrior (Diseño de personajes)
- Ganba no Bōken (Diseño original)
- Hatsumei Boy Kanipan (Diseño de personajes principales)
- High School! Kimengumi (Diseño de personajes, director de animación)
- High School Mystery Gakuen Nana Fushigi (Diseño de personajes, director de animación)
- Lupin III (1.ª serie de TV, diseño original)
- Maboroshi Mabo-chan (diseño de personajes, director de animación)
- Marchmallow Times (Diseño de personajes)
- Meimon! Daisan Yakyūbu (Diseño de personajes, Director de animación)
- Mizuiro Jidai (Director de Animación)
- Munich e no Michi (Director de Animación)
- Ojamanga Yamada-kun (Director de Animación)
- Ranpō (Creador de personajes)
- Sasuga no Sarutobi (Creador de personajes)
- Tsuide ni Tonchinkan (Diseño de personajes, director general de animación)
- Tsuyoshi Shikkari Shinasai (Director de animación)
- Yakyūkyō no Uta (Director de Animación)